# Список растений, занесённых в Красную книгу Челябинской области
Список растений, занесённых в Красную книгу Челябинской области — состоит из 167 видов.

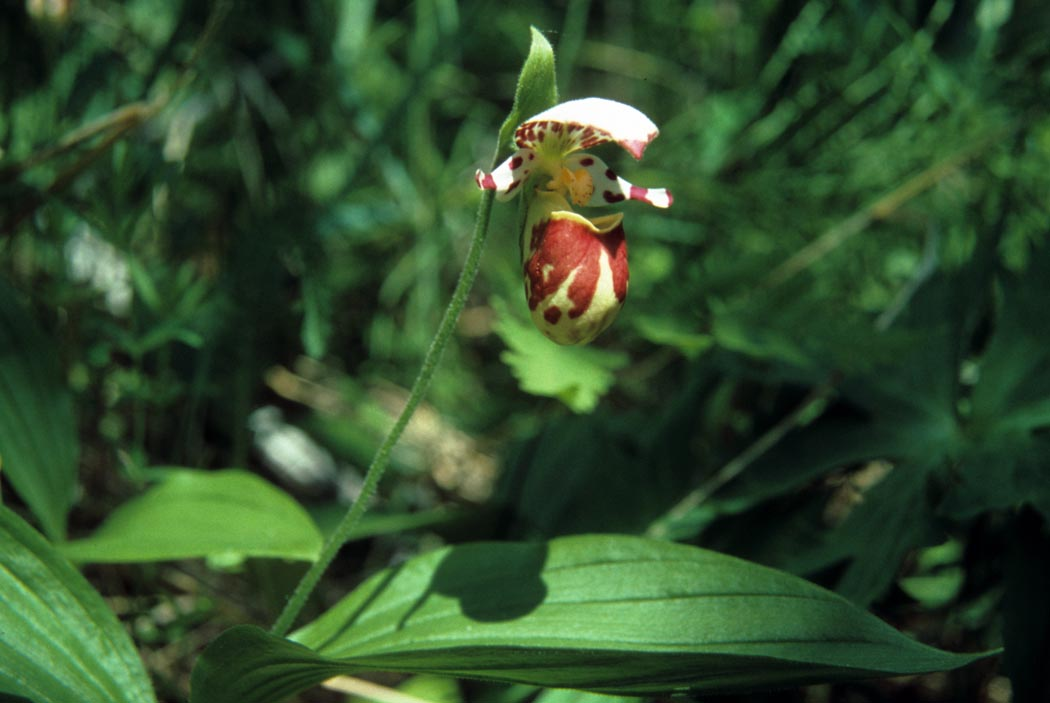
Башмачок капельный

## Покрытосеменные
Злаки (мятликовые)
- Ковыль залесского (Stipa zalesskii)
- Ковыль коржинского (Stipa korjinskyi)
- Ковыль красивейший (Stipa pulcherrima)
- Ковыль опушеннолистный (Stipa dasyphylla (lindem.))
- Ковыль перистый (Stipa pennata)
- Тонконог жестколистный (Koeleria sclerophylla)
- Тонконог ледебура (Koeleria ledebourii)
- Пырейник зеленочешуйный (Elymus viridiglumis)
- Пырейник уральский (Elymus uralensis)

Осоковые
- Очеретник белый (Rhynchospora alba)

Лилейные
- Гусиный лук ненецкий (Gagea samojedorum)
- Ллойдия поздняя (Lloydia serotina)
- Рябчик русский (Fritillaria ruthenica)
- Рябчик шахматовидный (Fritillaria meleagroides)
- Тюльпан биберштейна (Tulipa biebersteiniana)
- Тюльпан раскрытый (тюльпан Поникающий) (Tulipa patens)

Гиацинтовые
- Птицемлечник фишера (Ornithogalum fischerianum)
- Луковые (Alliaceae agardh)
- Лук голубой (Allium caeruleum)
- Лук мелкосетчатый (черемша) (Allium microdictyon)
- Лук косой (Allium obliquum)
- Лук поникающий (Allium nutans)

Ирисовые
- Ирис сизоватый (касатик) (Iris glaucescens)
- Ирис карликовый (касатик) (Iris pumila)

Орхидные
- Венерин башмачок пятнистый (cypripedium guttatum)
- Венерин башмачок крупноцветковый (Cypripedium macranthon)
- Венерин башмачок настоящий (Cypripedium calceolus)
- Бровник обноклубневый (Herminium monorchis)
- Хаммарбия болотная (Hammarbya paludosa)
- Гнездовка настоящая (Neottia nidus-avis)
- Дремлик болотный Epipactis palustris)
- Дремлик тёмно-красный Epipactis atrorubens)
- Ладьян трёхнадрезный (коралловый Корень) (Corallorrhiza trifida)
- Липарис лёзеля (Liparis loeselii)
- Мякотница однолистная (Malaxis monophyllos)
- Надбородник безлистный (Epipogium aphyllum)
- Неоттианта клобучковая (Neottianthe cucullata)
- Пальчатокоренник руссова (Dactylorhiza russowii)
- Пыльцеголовник длиннолистный (Cephalanthera longifolia)
- Пыльцеголовник красный (Cephalanthera rubra)
- Пололепестник зелёный (Coeloglossum viride)
- Скрученник приятный (Spiranthes amoena)
- Тайник сердцевидный (Listera cordata)
- Тайник овальный (Listera ovata)
- Ятрышник обожжённый (Orchis ustulata)
- Ятрышник шлемоносный (Orchis Militaris)
- Ятрышник мужской (Orchis mascula)

Ивовые
- Ива сетчатая (Salix reticulata)

Маревые
- Ежовник меловый (Anabasis cretacea)

Гвоздичные
- Гвоздика пышная (Dianthus superbus)
- Гвоздика уральская (Dianthus uralensis)
- Гвоздика узколепестная (Dianthus leptopetalus)
- Качим уральский (Gypsophila uralensis)
- Минуарция гельма (Minuartia helmii)
- Минуарция крашенинникова (Minuartia krascheninnikovii)
- Минуарция весенняя (Minuartia verna)
- Смолёвка алтайская (Silene altaica)
- Смолёвка бесстебельная (Silene acaulis)

Кувшинковые
- Кувшинка чисто-белая (Nymphaea candida)
- Кувшинка четырёхгранная (Nymphaea tetragona)
- Кубышка малая (Nuphar pumila)

Пионовые
- Пион уклоняющийся (марьин Корень) (Paeonia anomala)

Лютиковые
- Ветровник вильчатый (ветреница Вильчатая) (Anemonidium dichotomum)
- Ветреничка уральская (ветреница Уральская) (Anemonoides uralensis)
- Ветреничка отогнутая (ветреница Отогнутая) (Anemonoides reflexa)

Крестоцветные (капустные)
- Ярутка ложечная (Noccaea cochleariformis)
- Сердечник трёхраздельный (зубянка Тонколистная) (Cardamine trifida)
- Сердечник крупнолистный (Cardamine macrophylla)
- Шиверекия северная (шиверекия Подольская, Шиверекия Икотниковая, Шиверекия Горная) (Schivereckia hyperborea)

Росянковые
- Росянка английская (Drosera anglica)

Толстянковые
- Родиола иремельская (Rhodiola iremelica)

Камнеломковые
- Камнеломка колючая (Saxifraga spinulosa)
- Камнеломка болотная (Saxifraga hirculus)
- Камнеломка сибирская (Saxifraga sibirica)

Розоцветные
- Дриада восьмилепестная Почти Вырезанная (Dryas subincisa)
- Лапчатка холодная (Potentilla gelida)
- Лапчатка репешковидная (Potentilla agrimonioides)
- Лапчатка песчанистая (Potentilla arenosa)
- Лапчатка кузнецова (Potentilla kuznetzowii)
- Лапчатка шелковистая (Potentilla sericea)

Бобовые
- Астрагал карелина (Astragalus karelinianus)
- Астрагал клера (Astragalus clerceanus)
- Астрагал южноуральский (Astragalus austrouralensis)
- Астрагал коротколопастный (Astragalus brachylobus)
- Астрагал обеднённый (Astragalus depauperatus)
- Астрагал серпоплодный (Astragalus falcatus)
- Астрагал волжский (Astragalus wolgensis)
- Астрагал горчаковского (астрагал Уральский) (Astragalus gorczakovskii)
- Копеечник крупноцветковый (Hedysarum grandiflorum)
- Копеечник серебристолистный (Hedysarum argyrophyllum)
- Остролодочник гмелина (Oxytropis gmelinii)
- Остролодочник близкий (Oxytropis approximata)
- Остролодочник башкирский (Oxytropis baschkiriensis)
- Остролодочник демидова (Oxytropis demidovii)
- Остролодочник пономарёва (Oxytropis ponomarjevii)
- Солодка коржинского (Glycyrrhiza korzhinskyi)
- Чина литвинова (Lathyrus litvinovii)
- Горошек жилковатый (Vicia nervata)

Льновые
- Лен многолетний (Linum perenne)
- Лен уральский (Linum uralense)

Ладанниковые
- Солнцецвет башкирский (Helianthemum baschkirorum)

Фиалковые
- Фиалка морица (Viola Mauritii)
- Фиалка душистая (Viola Odorata)

Кипрейные
- Двулепестник (цирцея) четырёхбороздный (Circaea quadrisulcata)

Сельдерейные (зонтичные)
- Бороздоплодник могораздельный (Aulacospermum multifidum)
- Володушка многожилковая (Bupleurum multinerve)
- Подлесник уральский (Sanicula uralensis)

Вересковые
- Арктоус альпийский (Arctous alpina)

Первоцветные
- Проломник лемана (проломник Бунге) (Androsace lehmanniana)
- Первоцвет кортузовидный (Primula cortusoides)
- Первоцвет длиннострелочный (Primula longiscapa)

Горечавковые
- Горечавка прибрежная (Gentiana riparia)
- Золототысячник красивый (Centraurium pulchellum)
- Золототысячник топяной (Centraurium uliginosum)
- Сверция тупая (Swertia obtusa)

Синюховые
- Флокс Сибирский (Phlox sibirica)

Норичковые
- Лаготис уральский Lagotis uralensis)
- Льнянка уральская (льнянка алтайская) (Linaria uralensis)
- Льнянка слабая (Linaria debilis)
- Петров крест чешуйчатый (Lathraea squamaria)
- Кастиллея бледная (Castilleja pallida)
- Мытник перевернутый (Pedicularis resupinata)
- Мытник эдера (Pedicularis oederi)
- Мытник вздуточашечный (Pedicularis physocalyx)
- Мытник скипетровидный (Pedicularis sceptrum-carolinum)

Пузырчатковые
- Жирянка обыкновенная (Pinguicula vulgaris)

Подорожниковые
- Подорожник крашенинникова (Plantago krascheninnikovii)

Валериановые
- Патриния сибирская (Patrinia sibirica)

Астровые (сложноцветные)
- Козелец гладкий (козелец Рупрехта) (Scorzonera glabra)
- Коротколучник реснитчатый (Brachyactis ciliata)
- Наголоватка ледебура (Jurinea ledebourii)
- Полынь сантолинолистная (Artemisia santolinifolia)
- Полынь солянковидная (Artemisia salsoloides)
- Скерда золотистоцветковая (Crepis chrysantha)

## Голосеменные
Кипарисовые
- Можжевельник казацкий (Juniperus sabina)

## Папоротниковидные
Вудсиевые
- Вудсия стройная (Woodsia gracilis)

Кочедыжниковые
- Корневищник судетский (пузырник судетский) (Rhizomatopteris sudetica)

Костенцовые
- Костенец волосовидный четырёхнаборный (Asplenium trichomanes)
- Костенец зелёный (Asplenium viride)

Гроздовниковые
- Гроздовник ланцетовидный (Botrychium lanceolatum)
- Гроздовник многораздельный (Botrychium multifidum)
- Гроздовник виргинский (Botrychium virginianum)

Ужовниковые
- Ужовник обыкновенный (Ophioglossum vulgatum)

## Плауновидные
Полушниковые
- Полушник озёрный (Isoёtes lacustris)

## Моховидные
Сфагновые
- Сфагнум скрученный (Sphagnum contortum)

Гриммиевые
- Гримия гладкоплодная (Grimmia laevigata)

Меезиевые
- Палюделла оттопыренная (Paludella squarrosa)

Скорпидиевые
- Лимприхтия коссона (Limprichtia cossonii)

Пилезиевые
- Брайдлерия луговая (Breidleria pratensis)

Амблистегиевые
- Томентипнум блестящий (Tomentypnum nitens)
- Псевдокаллиергон трёхрядный (Pseudocalliergon trifarium)

## Лишайники
Коллемовые
- Коллема чешуйчатая (Collema furfuraceum)

Пармелиевые
- Эверния распростёртая (эверния Растопыренная) (Evernia divaricata)
- Эверния сливовая (Evernia prunastri)
- Гипогимния Биттера (Hypogymnia bitteri)
- Гипогимния ленточная (Hypogymnia vittata)
- Уснея цветущая (Usnea florida)
- Уснея длиннейшая (Usnea longissima)

Фисциевые
- Анаптихия реснитчатая (Anaptychia ciliaris)

Рамалиновые
- Рамалина мучнистая (Ramalina farinacea)

Лобариевые
- Лобария легочная (Lobaria pulmonaria)

Кониоцибиевые
- Цибебе стройная (цебебе Тонкая) (Cybebe gracilenta)